# Morsárfoss
Der Morsárfoss ist mit einer Höhe von etwa 227 Metern der höchste Wasserfall Islands. Er befindet sich innerhalb des Vatnajökull-Nationalparks auf dem Gebiet der Gemeinde Hornafjörður in der Region Suðurland im Südosten Islands.
Der Morsárfoss wurde erstmals 2007 beobachtet und 2011 vermessen. Mit der genannten Höhe übertrifft er den Glymur, der lange als höchster Wasserfall in Island galt, um rund 30 Meter. Die tatsächliche Höhe des Morsárfoss, d. h. inklusive der von Eis verdeckt liegenden Teile am oberen und unteren Teil des Wasserfalls, wird auf mehr als 240 Meter geschätzt.

## Name
Morsárfoss ist ein isländischer Ortsname, der "Wasserfall der Morsá" bedeutet. Morsá heißt der Fluss, der sich aus dem Schmelzwasser des Gletschers Morsárjökull, auf den der Morsárfoss hinabstürzt, speist und der nach einigen Kilometern in die Skeiðará mündet.
Dieser Name ist seit dem 14. August 2011 gültig. Er wurde durch eine Volksbefragung bestimmt, welche die Tageszeitung Morgunblaðið vom 14. bis 30. Juni 2011 durchführte. Dabei gingen 1991 Antworten ein, bei denen 986 verschiedene Namen vorgeschlagen wurden. Morsárfoss war mit 119 Nennungen der populärste Vorschlag, gefolgt von Klettafoss ("Felsfall") und Morsi mit jeweils 56 Nennungen. 50 Nennungen entfielen auf den Namensvorschlag Jökulfoss ("Gletscherfall"), 45 auf Morsárfossar. Die Mehrzahl der Namensvorschläge nahm Bezug auf die Höhe des Wasserfalls, den von ihm ausgehenden Lärm, seine Eigenschaften, unter einem Gletscher hervorzutreten bzw. halb von Eis verdeckt zu sein oder auf Ortsnamen in seiner Umgebung. Der Geologe Jón Viðar Sigurðsson, der für die Höhenvermessung mitverantwortlich war, hat auch den Namen Þrymur vorgeschlagen, einen Begriff aus der Nordischen Sagenwelt, der auf die Geräusche anspielt, die die häufig am Wasserfall herunterfallenden Eisblöcke verursachen, und der durch seinen Klang auch an den Namen Glymur erinnert.

## Lage, Entstehung und Aussehen
Der Morsárfoss befindet sich an der Stelle, wo die Gletscherzunge Morsárjökull vom Plateaugletscher Vatnajökull abgeht. Dort befindet sich eine ursprünglich unter dem Gletschereis verborgene, nahezu senkrechte Felswand, die über einen Kilometer lang und ca. 240 m hoch ist.
Vermutlich infolge der globalen Klimaerwärmung ist der Morsárjökull innerhalb einiger Jahrzehnte soweit abgeschmolzen, dass in seinem zentralen Teil seine Verbindung zum Vatnajökull abgerissen ist. Dadurch kam die Felswand ans Tageslicht und der Morsárjökull beginnt nun quasi "aus dem Nichts" am Fuße der Felswand. Er fließt, zwischen zwei Bergen eingezwängt, etwa dreieinhalb Kilometer zu Tal und bringt an seinem Ende den kleinen Fluss Morsá hervor.
Das an der Felswand endende Plateau bedeckt weiterhin der Vatnajökull. Teile seines Schmelzwassers fließen unter dem Eis auf dem Felsplateau. Am oberen Rand der Felswand tritt das Wasser unter dem Eis hervor und stürzt sofort in einem Haupt- und mehreren kleineren Wasserläufen hinab auf den darunter beginnenden Morsárjökull. Dort hat es eine zehn bis fünfzehn Meter tiefe Vertiefung zwischen dem Eis und dem Fels geschaffen. Andererseits befindet sich am Fuß der Wasserfälle eine Art Schwemmkegel aus Eis, gebildet von den Séracs, die häufig über die Felskante hinabstürzen. Die herabfallenden Eisblöcke sind es auch, die verbieten, bis unmittelbar an den Wasserfall vorzudringen, etwa um seine Höhe direkt zu bestimmen.

## Zugang
Der am einfachsten erreichbare Aussichtspunkt, um den Morsárfoss zu beobachten, befindet sich am Berg Kristínartindar, dessen Gipfel sich sechs Kilometer Luftlinie südlich des Wasserfalls befindet. Man erreicht den Berg nach einem mehrstündigen Fußmarsch ab dem ehemaligen Skaftafell-Nationalparkzentrum via den Wasserfällen Svartifoss und Skaðafoss.
Den Wasserfall erreicht man auch durch eine Gletscherwanderung dem Morsárjökull aufwärts folgend. Dazu wird jedoch adäquate Ausrüstung benötigt.

## Höhenbestimmung
Die erste Höhenbestimmung war eine am 12. Juni 2011 vorgenommene Schätzung, die sich auf 228 Meter belief. Am 29. Juni unternahmen der Geologe Jón Viðar Sigurðsson, die Leiterin des Naturschutzgebiets Lónsöræfi Unnur Jónsdóttir und der Vatnajökull-Nationalpark-Ranger Guðmundur Ögmundsson eine Expedition, bei der sie drei Messungen an drei unterschiedlichen Orten vornahmen und zum Ergebnis kamen, dass die sichtbare Höhe des Wasserfalls 227,3 Meter beträgt, während die Gesamthöhe unter Berücksichtigung der durch Eis verdeckten Teile mehr als 240 Meter betragen müsste.